# Język lakota
Język lakota albo teton – język z rodziny siouańskiej, używany przez 8–9 tys. Dakotów Teton (Lakotów) w amerykańskich stanach Dakota Północna, Dakota Południowa, Nebraska, Minnesota i Montana, a także przez niewielkie społeczności na terytorium Kanady.
Blisko spokrewniony z językiem santee i językiem yankton, obok nich traktowany niekiedy jako jeden z trzech głównych zespołów dialektów języka dakota. Sam język lakota ma dwa dialekty: dialekt lakota północny i dialekt lakota południowy.
Pierwszy alfabet języka Dakotów opracowali w 1834 roku misjonarze Samuel i Gideon Pond, Stephen Riggs i dr Thomas Williamson. Swój system oparli na dialekcie Santee (Dakota), tłumacząc nań teksty biblijne. Ich przekład Biblii stał się wkrótce znany wśród różnych grup Dakotów i Lakotów. Poprawioną wersję tego systemu Riggs wykorzystał w 1852 roku, pisząc swe pionierskie dzieło Dakota Grammar, a także publikując w 1890 roku pierwszy słownik dakocko-angielski. W późniejszych latach opracowano szereg zmodyfikowanych systemów wymowy i zapisu języka lakota, z których część wykorzystywana jest do dziś.